# Polyalthia hirtifolia
Polyalthia hirtifolia là một loài thực vật thuộc họ Annonaceae. Đây là loài đặc hữu của Malaysia. Chúng hiện đang bị đe dọa vì mất môi trường sống.